# Phoebastria nigripes
L'albatro piedineri (Phoebastria nigripes Audubon, 1839) è un grosso uccello marino del Pacifico settentrionale. È una delle tre specie di albatro diffuse nell'emisfero boreale e nidifica su sperdute isole tropicali.

## Descrizione
L'albatro piedineri è un piccolo membro della famiglia dei Diomedeidi (nonostante rimanga pur sempre di notevoli dimensioni rispetto alla maggior parte degli uccelli marini), dal piumaggio quasi completamente nero. Il 10% degli esemplari presenta penne bianche alla base della coda e tutti gli adulti hanno segni dello stesso colore intorno alla base del becco e sotto gli occhi. Anche il becco e i piedi sono tutti neri.
 
Misura circa 81 cm di lunghezza, pesa intorno ai 3,3 kg ed ha un'apertura alare di 2,1 m.

## Biologia

### Riproduzione
L'albatro piedineri, come tutti gli albatri, forma coppie che durano per tutta la vita. Dopo aver imparato a volare, ritorna alla colonia dopo aver trascorso tre anni in mare e passa i due anni successivi a costruire il nido, a danzare e a stare in compagnia del futuro partner, comportamento che si è evoluto probabilmente per assicurare la massima fiducia tra i vari uccelli (allevare un pulcino di albatro comporta un cospicuo investimento energetico ed un lungo periodo di corteggiamento serve a entrambi i futuri genitori per valutare le qualità del rispettivo partner).
Il nido è costituito da una semplice depressione scavata nella sabbia e al suo interno viene deposto un unico uovo. Questo viene covato per più di due mesi (65 giorni). La cova viene effettuata da entrambi i sessi, ma nei primi giorni è il maschio quello che si prende più cura dell'uovo, dato che la femmina abbandona presto il nido per andare in mare a recuperare nutrendosi le energie spese nella deposizione. I due sessi si danno il cambio all'incirca ogni 18 giorni. Tuttavia, i due partner possono aspettare anche 38 giorni prima di incontrarsi di nuovo e talvolta il genitore che covava è rimasto 49 giorni senza cibo o acqua.
Il pulcino viene accudito dai genitori per 20 giorni, dopo i quali essi lasciano il nido e vi ritornano solo per nutrire il nidiaceo. Il nutrimento del piccolo è costituito dal cibo rigurgitato che si procura infilando il becco dentro a quello dei genitori. Passeranno 140 giorni prima che impari a volare.

### Alimentazione
L'albatro piedineri si nutre in acque pelagiche, catturando pesci, soprattutto le uova dei pesci volanti, calamari e in minor misura crostacei. Per la sua abitudine di raccogliere gli avanzi delle cucine delle imbarcazioni un autore lo ha descritto come un «maiale galleggiante». Consuma anche detriti alla deriva, materie plastiche comprese.

## Distribuzione e habitat
Insieme all'albatro di Laysan e al rarissimo albatro codacorta, quello piedineri è una delle tre specie di albatro diffuse nell'emisfero boreale, al contrario di tutti gli altri membri della famiglia, che vivono tutti al di sotto dell'equatore.
Nidifica in colonie su remote isole delle Hawaii Nord-occidentali (come Laysan e Midway) e del Giappone, come Tori Shima, Isole Bonin e Isole Senkaku. In mare il suo areale varia a seconda delle stagioni (gli esemplari con i pulcini più grandi o privi di nidiacei si spingono più lontano dalle isole dove si riproducono), ma in generale comprende gran parte del Pacifico settentrionale, in particolare la zona dall'Alaska alla California e intorno al Giappone. La sua distribuzione si sovrappone a quella delle altre due specie di albatri boreali, sebbene queste ultime si spingano più a nord dell'albatro piedineri, fin dentro al Mare di Bering.

## Conservazione
L'albatro piedineri è ritenuto una specie in pericolo, dato che rimane spesso vittima dei palamiti. Sulla base di uno studio svoltosi nel 1990, si stima che ogni anno per questo motivo ne muoiano 4000 esemplari; altre stime parlano perfino di 8000 catture accidentali. È minacciato inoltre dal petrolio e dall'ingestione di materie plastiche galleggianti, che riducono lo spazio disponibile nello stomaco per portare il cibo ai pulcini. Tutti i siti di nidificazione situati su territorio statunitense sono protetti.

## Galleria d'immagini

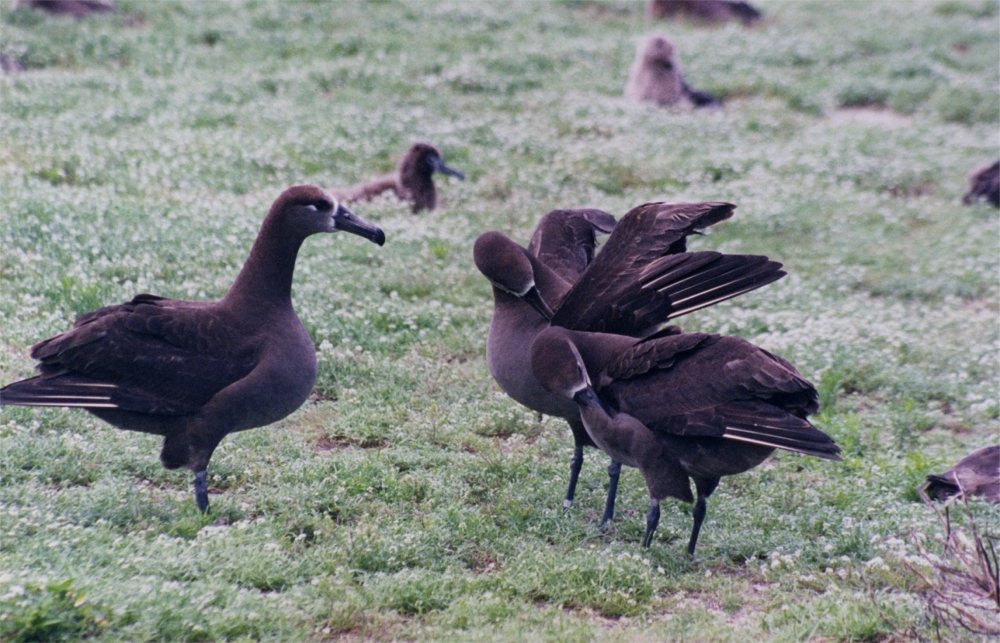
Danza di corteggiamento sull'Atollo di Midway
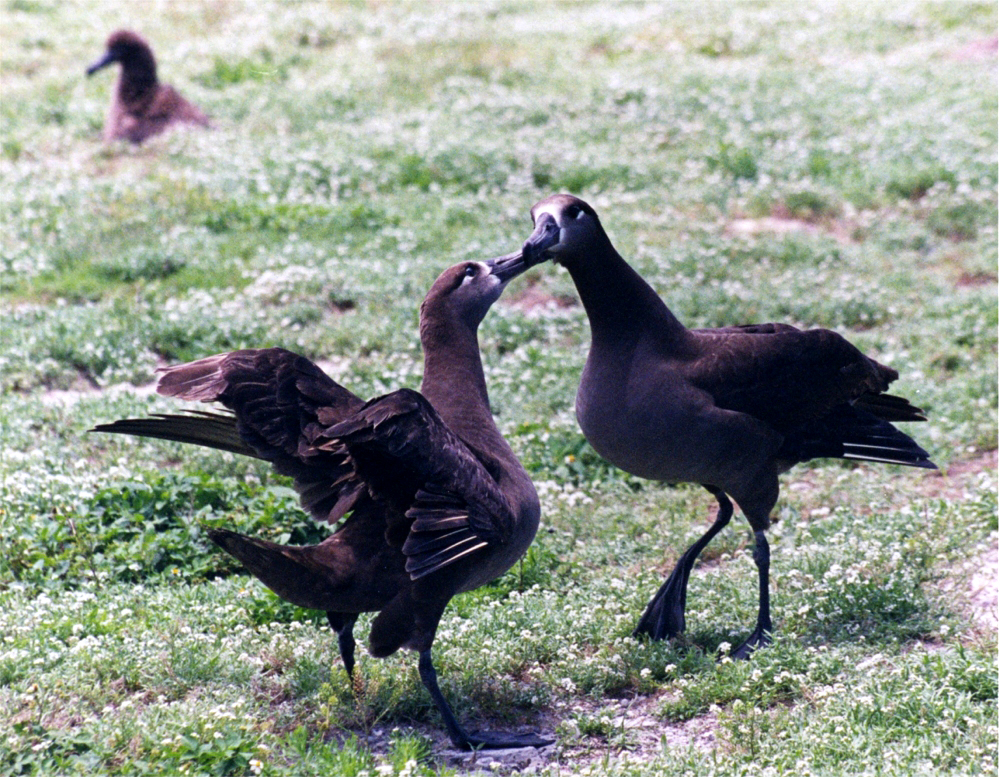
Danza di corteggiamento sull'Atollo di Midway
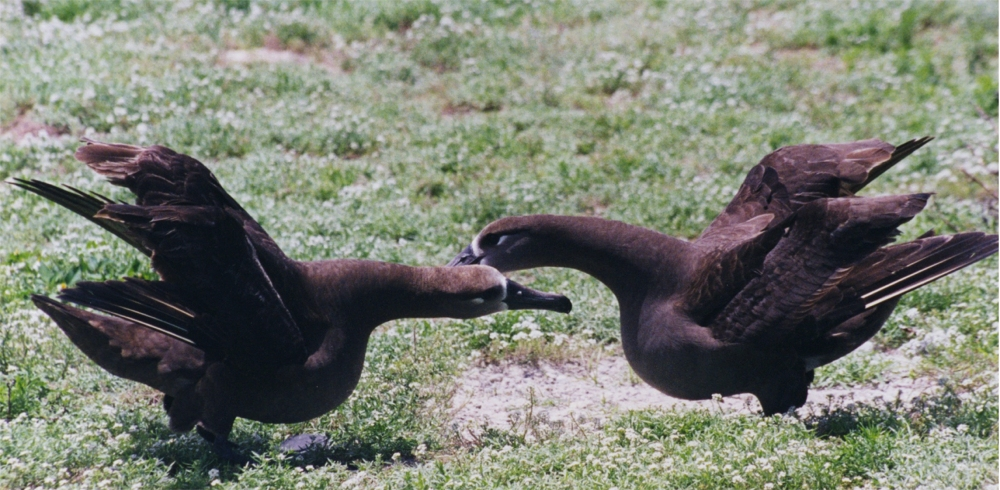
Danza di corteggiamento sull'Atollo di Midway